# Emma Frost
Emma Grace Frost è un personaggio dei fumetti creato da Chris Claremont (testi) e John Byrne (disegni), pubblicato dalla Marvel Comics. Apparsa per la prima volta sulle pagine di Uncanny X-Men n. 129 (gennaio 1980), è una mutante, una telepate molto potente, nonché donna d'affari ricca ed influente; ha inoltre sviluppato una mutazione secondaria che le permette di trasformare il suo intero corpo in diamante organico, che le dona una resistenza e una forza sovrumane. 
All'inizio della sua storia editoriale, Emma fu nota soprattutto come la Regina Bianca (White Queen) del Club infernale, un gruppo di avversari degli X-Men, periodo nel quale s'impose come una delle principali minacce del gruppo mutante, in particolare come arcinemica personale di Tempesta e Kitty Pryde. Dal periodo in cui regnava vestita di completini osé ed era una dei peggiori nemici degli X-Men, la sua posizione si è completamente rovesciata, diventando uno dei punti di riferimento e guida della razza mutante.

## Storia editoriale
Fin dal suo esordio con il nome di Regina Bianca, Emma è stata per molti anni una dei peggiori nemici del gruppo mutante per antonomasia, apparendo frequentemente sia nelle pagine di Uncanny X-Men che in quelle dei Nuovi Mutanti (prima serie) assieme all'originale gruppo di Satiri. Dopo essersi risvegliata dal coma ed aver scoperto che i suoi studenti erano stati assassinati, giocò un importante ruolo durante l'invasione dei Phalanx, stringendo alleanza con Banshe, Jubilee e Sabretooth in modo da poter salvare la futura generazione mutante. Nei mesi successivi ed a partire dal novembre 1994, Emma divenne uno dei personaggi principali di Generation X, serie narrante le vicende di un gruppo di giovani mutanti. In questa, venne rivelato un po' del suo passato da errabonda ed arrivista, l'alcolismo di Banshee, e l'incontro con Bestia Nera. Dopo la chiusura della serie, entrò a far parte del cast fisso di New X-Men, testata sceneggiata da Grant Morrison che, in realtà non aveva avuto alcun'intenzione di utilizzare il personaggio, ma la morte per mano di altri autori di Colosso, aveva lasciato un vuoto nelle sue trame che la figura della bionda telepate poteva facilmente colmare.
Durante questo periodo, la si vide insegnare sull'isola di Genosha, essere vittima dell'attacco delle Mega Sentinelle di Cassandra Nova e mostrare per la prima volta la sua mutazione secondaria, epidermide diamantina, nonché cominciare una relazione con il compagno di squadra Ciclope, al tempo in cui quest'ultimo era ancora sposato con Jean Grey.
Nel 2003, la Marvel lanciò l'omonima serie a lei dedicata, che doveva narrarne le origini e, almeno nelle previsioni, avere durata illimitata. Fu invece cancellata nel 2004, chiudendo col n. 18. La serie racconta dettagliatamente la giovinezza di Emma ed inoltre mostra per la seconda volta ed in modo più specifico i vari componenti della famiglia Frost, il padre Winston, la madre Hazel (nome che userà anche per un suo alter ego Hazel Kendal), il fratello Christian e le sorelle Adrienne e Cordelia. I testi erano opera di Karl Bollers, mentre ai disegni si sono avvicendati prima Randy Green (fino al n. 6), poi Carlo Pagulayan fino al termine della serie. In America, fu ristampata in tre volumi da collezione, che la Panini Comics ha tradotto per il mercato italiano tra il 2005 e il 2006 all'interno della collana 100% Marvel.
Emma è stata una dei pilastri portanti della terza serie di Astonishing X-Men, a cura di Joss Whedon (testi) e John Cassaday (disegni), e soprattutto nel terzo arco narrativo del duo, intitolato Lacerati (Torn), gioca un ruolo di rilievo.

## Biografia del personaggio

### Origini

Disegni di Greg Horn.

Originaria di Boston, Massachusetts Emma nacque nella molto ricca ed amorale famiglia di Winston ed Hazel Frost. Seconda di tre figlie, aveva anche un fratello maggiore, Christian, omosessuale non dichiarato, unico a darle quel supporto e quell'affetto che le erano sempre stati negati dal padre, un freddo, ipocrita e spietato magnate della finanza con l'abitudine di imporre il proprio volere sugli altri; dalla madre, una consumatrice abituale di psicofarmaci e droghe per poter reggere la tensione familiare; e dalle sorelle, Adrienne, egocentrica e bellissima aspirante modella e Cordelia, giovane ribelle, le tre erano entrambe isolate nei propri mondi. Inizialmente timida e vessata dalle compagne, grazie alla scoperta dei suoi potenti poteri telepatici divenne sempre più estroversa, emancipata e vendicativa. Arricchendo la sua giovane vita di sapere, manifestò presto il desiderio di diventare insegnante, e ciò la portò a scontrarsi con il padre, che fece cacciare l'unico professore che la incoraggiava. Nel frattempo, Adrienne continuava a metterle i bastoni fra le ruote, lasciandole intuire di essere anche lei in grado di leggere i pensieri (in realtà invece era una psicometrista). La telepatia di Emma, come si scoprì più tardi, non aveva alcun effetto sulle sorelle: ecco perché, in seguito ad uno scontro, uccise Adrienne servendosi di una pistola. Nel corso di una riunione di famiglia, Winston la scelse come unica erede della sua fortuna, a discapito delle sorelle, fra le quali, Adrienne con il suo modo di fare molto simile al padre era di sicuro la più adatta a gestire il patrimonio di famiglia. Spronata dalla voglia di contraddire il padre, che in tutta la sua vita altro non aveva fatto se non fissare degli altissimi standard con cui confrontarsi, e dopo aver scoperto come aveva trattato il fratello venuto a sapere della sua omosessualità e del tentativo di suicidio, Emma rifiutò l'eredità e, decidendo di costruirsi da sola il proprio futuro, abbandonò la casa paterna.
Dopo un periodo trascorso come errabonda senza fissa dimora, incontrò e s'innamorò del giovane Troy, che la portò a vivere con sé nel proprio appartamento. Dopo il primo idilliaco periodo, Emma scorpì i debiti da gioco che il ragazzo aveva contratto con un tale della malavita che gestiva gli affari in quel quartiere e prese la decisione di partecipare ad un finto rapimento per estorcere al padre il denaro mancante a saldare il debito. Tuttavia Winston si rifiutò di pagare e Troy venne assassinato. Dopo che Adrienne diffuse il video della cattura di Emma ai media, Winston fu costretto a pagare il riscatto, ma l'estorsore non ancora soddisfatto voleva ammazzare anche la giovane. Emma, grazie ai suoi poteri indirizzò la rabbia dell'uomo verso una sua complice e costrinse gli altri a liberarla. Prese i soldi del padre e s'iscrisse all'università. Tempo dopo fece un'audizione come ballerina alla sede newyorkese del Club infernale, società segreta usurpata in seguito dai mutanti e sotto il controllo di Sebastian Shaw.

### Regina Bianca
Gli eventi della sua adolescenza la portarono a diventare la cinica e malvagia manipolatrice che gli X-Men conobbero nei loro primissimi scontri. Assunta la carica di Regina Bianca del Club, fondò la Massachusetts Academy, scuola per giovani mutanti in diretta concorrenza con la Charles Xavier' School for Gifted Youngsters. In seguito, Emma ed alcuni agenti del Club, rapirono i membri degli X-Men, compresa la neo-alunna Kitty Pryde e l'entità cosmica Fenice, al momento ospitata nel corpo di Jean Grey. Dopo aver ingaggiato una lotta psichica con Fenice, Emma fu sul punto di essere uccisa e come unica difesa non poté fare altro se non disorientare gli X-Men facendo loro credere di essersi suicidata, mentre in realtà la sua mente, sconvolta per l'attacco subito, si era ritirata in una sorta di coma auto-rigenerativo, il tutto sotto le cure di Shaw. Risvegliatasi, costrinse telepaticamente i genitori di Kitty a trasferirla alla Massachusetts Academy, istruì contemporaneamente i suoi studenti dando loro il nome di Satiri e li aizzò a battersi contro i Nuovi Mutanti di Xavier. In uno di questi scontri, i Nuovi Mutanti ebbero la peggio e furono tutti uccisi e poi resuscitati dall'entità nota come Beyonder, l'esperienza fu tanto traumatizzante per i giovani mutanti ed affascinante per Emma che si offrì di aiutarli a superare il trauma.
Quando il viaggiatore temporale Trevor Fitzroy la tradì e le scatenò contro le Sentinelle, la telepate si auto-indusse uno stato di coma per riuscire a sopravvivere all'attacco, mentre i suoi Satiri venivano massacrati. Si risvegliò allo Xavier Institute, prese possesso del corpo dell'Uomo Ghiaccio e riuscì a fuggire. Quando scoprì cosa era accaduto ai suoi studenti, lo shock ed il senso di colpa furono così grandi che il Professor Xavier riuscì senza alcuno sforzo a riportare la sua psiche all'interno del corpo.

### Generation X
Unitasi agli X-Men Banshee e Jubilee, al malvagio Sabretooth e al giovane Synch, sventò l'invasione degli alieni Phalanx e salvò un piccolo gruppo di mutanti che in seguito vennero conosciuti come Generation X e studenti alla Massachusetts Academy guidata dalla stessa Emma e da Banshee. Dopo alcune dannose perdite nelle sue finanze, Emma chiese aiuto alla sorella Adrienne, una psicometrista, per continuare a mandare avanti la scuola. La donna si mostrò disposta ad aiutarla finanziariamente in cambio però della posizione di co-direttrice dell'istituto. Ottenuto il consenso, Adrienne piazzò all'insaputa della sorella una serie di bombe all'interno dell'istituto provocando la morte di Synch e la distruzione dell'edificio. Giunte al confronto finale, Adrienne le confessò di serbare ancora rancore e rabbia per come si erano svolte le cose fra loro il giorno dell'assegnazione dell'eredità. Non riuscendo a sconfiggere la sorella sul piano mentale, Emma fu costretta ad ucciderla impugnando una pistola. Una volta ritornata all'istituto, la distanza con i suoi studenti crebbe ulteriormente, aumentando se possibile quando Monet scoprì, grazie alla sua telepatia, che la direttrice aveva assassinato la sorella. Rivelato agli altri studenti ciò che aveva appreso, il gruppo cominciò a non fidarsi più dei loro direttori e, la combinazione fornita dall'omicidio perpetrato da Emma, dalla depressione e dall'alcolismo di Banshee a seguito della morte del suo grande amore Moira MacTaggert, lasciò liberi gli studenti di abbandonare l'istituto e smantellare Generation X.

### X-Woman
Non si sa come, ma Emma raggiunse il paradiso mutante noto come isola di Genosha, e lì divenne insegnante di telepatia all'interno di un liceo. Proprio durante una delle sue lezioni, la donna assistette all'attacco delle Mega Sentinelle di Cassandra Nova, che devastarono l'isola e uccisero la popolazione. Emma riuscì a sopravvivere grazie al manifestarsi della sua mutazione secondaria, che le permetteva di trasformare l'intero corpo in una sostanza flessibile e pressoché invulnerabile, come il diamante. Soccorsa si unì quindi agli X-Men, assumendo il ruolo di insegnante all'interno del nuovo corpo docente dello Xavier Institute, riformato come una normale scuola. Tra l'altro cominciò ad impartire lezioni private ad un misterioso quintetto di ragazze, le Naiadi di Stepford, che presto divennero le sue pupille, e dimostrarono il loro valore nel combattimento che si svolse fra Xavier e la sua malvagia gemella Cassandra. A seguito della fusione con la psiche del mutante millenario Apocalisse, il matrimonio fra Ciclope e Jean Grey, nuovamente ospite della Fenice, entrò in crisi, tanto che i due si presero un periodo di separazione, dovuto anche al lavoro di Jean come assistente di Xavier fra le varie X-Corporation sparse per il mondo. Cercando di trovare risposta ai propri problemi, Scott cominciò una serie di sedute psicoterapeutiche con Emma (qualificata terapeuta sessuale oltre che psicologa). Se all'inizio tali sedute avevano come scopo quello di riavvicinare la storica coppia, con l'andare del tempo si trasformarono in una vera e propria relazione telepatica, che rimase però solo sul piano astrale (non avvenne nulla nel mondo fisico) finché Jean non morì. Però, dopo la sua morte fu Jean stessa, riapparsa brevemente, a dare il suo consenso alla relazione.
A seguito della rivolta allo Xavier Institute capeggiata da Quentin Quire, una delle Naiadi, Sophie, restò uccisa e le altre quattro abbandonarono Emma con l'intenzione di rivolgersi a qualche altra insegnante. Spinte dalla voglia di vendicarsi, informarono Jean Grey della relazione del marito con la loro ex-mentore, e questa, ritornata dal suo viaggio scoprì la coppia a letto insieme nella mente della bionda telepate. Accecata dalla rabbia, Jean scatenò il proprio potere sulla psiche della rivale per umiliarla, ed ottenne ciò che si era prefissata riuscendo a scoprire un pezzo del suo passato. Il giorno dopo, Emma fu ritrovata frantumata in un milione di pezzi sul pavimento della sua camera e Jean utilizzò il potere di Fenice per rimetterla assieme, accettando l'idea che la donna si fosse innamorata del marito. Tornata in vita, Emma fu in grado di ricordare chi le aveva sparato: era stata la giovane Esme, una delle quattro Naiadi superstiti, che mentalmente controllava il corpo della mutante Angel Salvadore e che su ordine di Xorn l'aveva voluta morta. Dopo la morte di Jean per mano del redivivo Magneto, Emma e Ciclope cominciarono una relazione e oltre a essere co-direttrice dello Xavier Institute, attualmente Emma è (nonostante il suo passato) professoressa di etica, ironia fatta notare da Kitty Pryde, con cui ha spesso scontri verbali. Sviluppò una sorta di antagonismo con Rachel Grey (figlia di Jean e Scott proveniente da un futuro alternativo), furiosa che il padre avesse cominciato una nuova relazione subito dopo la morte della madre. Tuttavia le due impararono presto a convivere ed Emma si offrì di aiutare la giovane con la sua telepatia se solo avesse smesso di essere così astiosa. All'interno dell'istituto, nel corso della serie New X-Men: Academy X Emma fu responsabile dell'addestramento e della tutela di una sua squadra di giovani mutanti: i Satiri, chiamati così a ricordo dei suoi vecchi studenti, assassinati anni prima. A seguito degli eventi di House of M e della decimazione a opera di Scarlet, Emma decise di sciogliere le squadre precedenti e di riunire gli studenti superstiti e meritevoli in un nuovo gruppo di X-Men, senza il consenso di Scott.
Nel corso della miniserie L'ultimo canto di Fenice, Emma è stata per breve tempo ospite della entità Fenice nel tentativo di controllare il suo enorme potere distruttivo (aiutata in questo dal compagno Ciclope), ma non essendo una mutante di livello Omega come Jean Grey, l'entità fu poi dopo in grado di liberarsi e riprendere possesso del corpo di Jean.
Nella miniserie Il canto di guerra di Fenice, fu rivelato che durante il coma, John Sublime si impadronì di alcuni ovuli di Emma, dai quali creò migliaia di esseri e cinque di questi, modificati artificialmente, andarono a formare le Naiadi di Stepford e denominate Arma XIV. Sotto il controllo della entità Fenice, Celeste distrusse le sue mille sorelle ed in seguito divise e rinchiuse una porzione dell'entità nel suo cuore adamantino ed in quelli di Mindee e Phoebe. Venuta a sapere della loro origine Emma, considera ora le Naiadi quasi come delle figlie, e devastata dalla perdita delle altre mille, ha dichiarato di volersi vendicare della Fenice.
Nel corso di una discussione con Tony Stark durante Civil War, Emma dichiarò che la posizione dello Xavier Institute e degli X-Men sarebbe rimasta neutrale e che non avrebbero supportato l'Atto di Registrazione dei Superumani, per paura dei pericoli che gli studenti potessero correre.
A seguito di un improvviso picco di attività psichica, Emma è parte del team di X-Men che investigano sull'incidente in Alaska collegato alla nascita della prima nuova mutante dopo l'M-Day. Successivamente aiuterà telepaticamente i compagni di squadra impegnati in un confronto con Sinistro e i suoi Marauders. Durante la caccia a Cable, guiderà le Naiadi alla ricerca dell'uomo, per poi impegnare abbastanza a lungo il mutante Exodus, nella battaglia finale sull'isola Muir, da permettere a Dust di penetrare nel suo sistema respiratorio e ferirlo dall'interno.

#### Breakworld
In Astonishing X-Men, la questione della lealtà di Emma fu di nuovo messa sotto i riflettori, quando nella mini-saga Lacerati (Torn), sembrava che la bionda fosse ritornata a far parte del Club infernale assieme a Sebastian Shaw, Cassandra Nova, Testata Mutante Negasonica e Perfezione (versione di Emma più giovane). Controllata mentalmente da Cassandra, Emma indusse gli altri a cadere vittime delle proprie paure, e costrinse Kitty ad aprire lo scrigno nel quale era contenuta la psiche di Cassandra per poi trasferirla nel corpo di Hisako (non si sa bene se tale processo abbia avuto successo o meno). Si scoprì in seguito che questo nuovo Club infernale, altro non era se non una costruzione illusoria creata dai poteri di Emma, indotta in una specie di stato dissociativo da Cassandra che aveva fatto perno sui suoi sensi di colpa per essere sopravvissuta al massacro di Genosha e per essere stata la Regina Bianca del Club. Alla fine, per fermare questa nuova minaccia, Emma quasi indusse Kitty a spararle in testa, ma fortunatamente per lei, Scott intervenne in tempo per spiegare cosa in realtà stesse avvenendo.
Assieme a Ciclope, Wolverine, Colosso, Bestia, Shadowcat, Ord, Danger e Corazza, venne trasportata a bordo dell'astronave dello S.W.O.R.D. in rotta per Breakworld ed informata dall'agente Brand, che uno di loro, in questo caso Colosso, era destinato a distruggere il pianeta alieno, che per tutta risposta aveva piazzato un missile contro la Terra. Giunti sul posto dopo varie peripezie, i nostri furono costretti a separarsi per un po' di tempo e a subire contemporaneamente gli assalti di Danger e degli abitanti del pianeta. Riunitisi, tentarono d'intrufolarsi nel luogo dove era custodito il missile, ma senza successo, tanto che Ciclope decise di sacrificarsi per consentir loro la fuga, affidando il comando del team ad Emma. Alleatasi con Danger, la bionda assistette telepaticamente un redivivo Scott durante tutte le torture inflittegli dai nemici, per poi riuscire a liberarlo e a prendere possesso della fortezza di comando. Separatisi ancora una volta, mentre Scott, Emma e Colosso rimasero accanto al dispositivo di distruzione del pianeta, Kitty, Bestia, Danger, Wolverine, Corazza e l'agente Brand giunsero al missile e tentarono di disinnescarlo. Intrufolatasi all'interno dell'arma, Kitty ne rimase però intrappolata all'interno e mentre tentava di capire come fare per uscirne, il missile partì diretto alla volta della Terra. Dopo l'intervento di numerosi supereroi quali Iron Man, Uomo Ragno, Mr. Fantastic e Dr. Strange, gli X-Men compresero che solo il potere di Kitty era in grado di salvare il pianeta. Assieme a Scott, Emma partì all'inseguimento del missile e contattata telepaticamente la giovane la rassicurò, proponendole di metterla in un "posto" dove non avrebbe avuto paura. Rinunciando a tale proposta, Kitty affermò di voler andare fino in fondo, ed in prossimità della Terra, aggrappandosi al missile, si lasciò svanire assieme ad esso attraversando il pianeta. Commossa dal suo sacrificio, tempo dopo, Emma cedette alle lacrime al fianco di Scott quando a Peter viene rivelato che la sua amata, ora fusa con il metallo del missile, potrebbe non tornare mai più e continuare a vagare nell'universo.

### Divisi resistiamo
A seguito dello scioglimento degli X-Men, Emma e Scott decidono di prendersi un periodo di riposo dal mondo mutante. Dopo aver atteso Tony Stark per comunicargli la fine del problema costituito dai mutanti, Ciclope, assieme alla donna, parte alla volta della Terra Selvaggia, luogo situato tra le montagne dell'Antartide. Lì i due si godono un periodo di relax assieme a Ka-Zar e Shanna, che viene però interrotto da una chiamata d'emergenza di Angelo, annunciante grossi guai a San Francisco. Abbandonata la vacanza e giunti sul luogo, Emma rileva subito la presenza di un'eccezionale attività mutante capace di riportare l'intera città negli anni sessanta, in cui l'amore libero ed il flower power dominavano la cultura e la società. Opportunamente camuffati, i due si scontrano con la polizia locale inviatagli contro dalla mente che si cela dietro l'illusione, una fantomatica quanto pericolosa Dea. Riusciti infine a localizzare la fonte dell'illusione, prima di raggiungerla e fermarla ingaggiano un piccolo scontro con Warpath, Hepzibah e Uomo Ghiaccio, che permette la fuga della Dea, nome dietro al quale si celava la smemorata Martinique Jason, figlia dell'originale Mastermind. Dopo aver salvato dalle illusioni della donna il sindaco di San Francisco, gli X-Men decidono di stabilirsi in città e tramite un appello telepatico, Ciclope avverte tutti i mutanti che gli X-Men sono tornati. Poco dopo il trasferimento nella nuova città, sentendosi isolata dal resto del gruppo e non degna di stare fra loro Emma espresse i propri dubbi durante una cena. Rassicurata da Wolverine circa la sua posizione fra gli X-Men e la sua nuova condotta morale, più tardi spalleggiò telepaticamente Ciclope quando questi dovette affrontare Xavier su alcune questioni morali circa il nuovo insediamento dei suoi ex-pupilli e la linea di condotta assunta da Scott. Pur essendo arrabbiata nei confronti di Xavier tanto quanto Scott, decise di aiutare l'uomo ad andare avanti con la sua vita e a ricordare alcune sue passate ed ambigue decisioni sulla questione mutante.
Dopo il pestaggio di Pixie da parte della Setta Infernale, gli X-Men decidono di investigare sull'organizzazione scoprendo che i suoi vertici erano composti da Empath, in passato pupillo di Emma, e da una misteriosa dominatrice chiamata Regina Rossa. Curiosa del passato di Emma, la Regina chiede a Manuel di rivocarne il passato prima di prenderne le sembianze e sedurre Scott, mentre questi era impegnato in una perlustrazione del quartier generale della Setta. Più tardi ad uno dei concerti di Dazzler, quando Scott menziona ciò che è accaduto durante la missione fra loro, Emma si mostra confusa dalle sue parole e prima di approfondire l'argomento l'uomo nota un volto familiare tra la folla. Quando gli viene chiesto di chi stia parlando, annuncia cripticamente che la sua defunta ex-moglie Madelyne Pryor è viva.

### Secret Invasion
Durante l'invasione Skrull, Emma appare nella sua forma adamantina durante vari combattimenti sul campo. A seguito dell'innalzamento di una barriera psionica contro la telepatia, Emma convoglia il potere delle Naiadi in sé e si collega alla rete Skrull, perdendo la vita nel tentativo. Tuttavia, benché il corpo abbia all'apparenza smesso di vivere, perché tagliato fuori dalla sua mente, in realtà quest'ultima continua a combattere ancora nel piano astrale contro i firewall viventi alieni: non potendo sconfiggere una simile massa di telepati tutti in una volta, Emma li attira in una bolla/trappola, facendoli entrare uno alla volta, così da distruggerli tutti e ad eliminare il blocco psionico posto sull'intera città di San Francisco. Tornata nel proprio corpo, che è rimasto in vita grazie alle cure telepatiche delle Naiadi, riabbraccia Scott e assiste alla presentazione di Bestia dell'arma segreta dei mutanti contro gli Skrull: il virus Legacy di Stryfe.
Dopo la battaglia a Central Park in cui fu decisivo l'intervento di Norman Osborn che uccise la regina Skrull Veranke e mise fine all'invasione in diretta TV, Emma viene invitata da Osborn, assieme a Namor, Destino, Loki ed Hood ad entrare a far parte della sua personale e segreta Cabala composta solamente da personaggi dalla dubbia morale con il solo scopo di manipolare gli eventi a loro favore.

### Dark Reign
Svegliatasi da un incubo notturno nel quale la voce di Kitty implora il suo aiuto, Emma riceve l'invito di Osborn e si presenta alla torre dei Vendicatori pochi giorni dopo la fine dell'invasione aliena. Incontrati gli altri invitati, ascolta la proposta del loro ospite che consiste in un aiuto reciproco al fine d'impadronirsi del potere. Parlando con Emma, Norman le fa notare che essendo la sua una specie in via d'estinzione sarebbe nei suoi interessi non suscitare la curiosità o le ire del governo; poi la lusinga promettendole qualunque cosa abbia bisogno in futuro, in cambio però di tenere i mutanti lontani da lui e dai suoi. Dopo che Norman afferma di aver voluto un telepate fra le sue file in modo da mantenere tutti relativamente onesti, Emma lascia la riunione senza confermare la sua adesione al progetto dell'uomo.
Tornata alla base, comincia a sospettare che Scott le stia nascondendo qualcosa e decide di esplorarne la psiche per venirne a capo. Interrotta da Karma, Emma ha in seguito una discussione con Tempesta circa il suo ruolo di leader della razza mutante che sente venir sempre meno a discapito di quello di fidanzata di Scott Summers che aumenta col passare del tempo anche per via degli atteggiamenti protettivi di quest'ultimo. Tempesta le consiglia di agire come un leader e cercare di seguire parallelamente il cammino che Ciclope sta al momento percorrendo e che prima o poi le loro strade s'incontreranno di nuovo. Presa quindi la decisione di aderire alla Cabala di Osborn, Emma s'incontra segretamente con Namor, con il quale aveva avuto una relazione ai tempi in cui era Regina del Club infernale, ed al quale propone un accordo: lui le guarderà le spalle durante il periodo di potere di Osborn e difenderà i mutanti come se fossero la sua specie e lei in cambio gli offrirà la testa di Sebastian Shaw reo di aver inviato tempo addietro alcune Sentinelle a distruggere una città atlantidea. Mantenendo fede all'accordo, Emma convoca Shaw in una delle sedi del Club e lo uccide davanti a Namor, che soddisfatto promette di adempiere alla promessa fatta; in realtà, Emma inganna Namor ed acceca psichicamente Shaw e poi lo conduce al quartier generale, dove viene incarcerato di nascosto a tutti gli altri X-men. Durante un successivo incontro, rivela a Shaw che il motivo per cui è stato imprigionato, è la parte che le industrie di sua proprietà avevano avuto nella creazione delle Sentinelle, usate da Cassandra Nova per perpetrare la distruzione di Genosha. Come punizione, usando la sua telepatia, lo obbliga a rivivere mentalmente tutti i momenti della distruzione dell'isola e soprattutto i volti straziati delle vittime del genocidio, esattamente come lei aveva dovuto assistere all'evento di persona, restando l'unica sopravvissuta.
Quando la Regina Rossa e la sua Sorellanza assediano la base, Emma viene bloccata da Lady Mastermind all'interno del piano psichico, dal quale riesce a fuggire solo con l'aiuto di Jean Grey, che le consiglia di prepararsi per un misterioso evento futuro. Liberati gli altri X-Men, assieme a Karma, Tempesta e Dazzler assalta il covo della Sorellanza; durante la notte lei e Scott vengono svegliati da Bestia che li avverte che i loro segreti sfalderanno il gruppo.

#### Utopia
Obbligata dal suo accordo con Norman Osborn ed assunta l'identità di Regina Nera, Emma prende le redini di un gruppo di mutanti composto da Mimo, Cloak e Dagger, Arma Omega, Bestia Nera, Namor, Mystica e Daken con i quali porre fine ai disordini di San Francisco scoppiati dopo la proposta di Simon Trask di imporre delle leggi sui cicli riproduttivi dei mutanti. Ritornata alla base di Alcatraz dopo aver sedato una rivolta viene contattata telepaticamente da uno Xavier prigioniero conoscendo i retroscena di torture e privazioni a cui i detenuti vengono sottoposti. Sventato un attacco delle Sentinelle Umane guidato da Simon Trask, si accinge ad accompagnare Osborn all'aereo che lo riporterà a New York, quando X-Force penetra all'interno del quartier generale, scontrandosi con Bestia Nera. Soccorsi dalla squadra, durante il confronto Emma e Namor mettono fuori combattimento Daken e Mimo, rivelando il loro doppio gioco, mentre nel frattempo Magik teleporta via i prigionieri.
Raggiungono quindi l'Asteroide M, ora completamente emerso nella Baia di San Francisco: esso viene rinominato Utopia, e lì Ciclope dichiara l'indipendenza dei mutanti dal Governo degli Stati Uniti, mentre in superficie infuria la battaglia fra X-Men, Oscuri Vendicatori e X-Men governativi; Emma si reca nell'infermeria dell'isola chiedendo l'aiuto di Xavier per cercare di penetrare la mente di Sentry, da dove riesce a liberare la personalità di Bob Reynolds, costringendolo a rifuggire la sua nemesi Void e a lasciare Utopia e la Terra. Emma paga però caro quest'atto: un minuscolo frammento di Void è rimasto nel suo corpo, perciò, per impedirgli di accedere ai suoi poteri psichici, viene costretta a rimanere sempre bloccata nella sua forma di diamante, impedita anche a provare qualsiasi sentimento. Sconfitta la minaccia governativa ed a seguito della conferenza stampa dove Osborn dichiara che i mutanti non sono più benvoluti in America, Emma e Scott di nuovo riuniti, sperano che la vita sull'isola non si trasformi in un'esperienza catastrofica come già avvenuto a Genosha.

### Necrosha
Durante l'arco narrativo denominato Necrosha, Emma Frost, rinchiusa nella sua forma adamantina, viene attaccata da Selene, la Regina Nera del Club Infernale, per mezzo dei Satiri, gli ex studenti di Emma, ormai morti da tempo, ma che sono stati fatti resuscitare tramite un virus tecnorganico vitalizzato da poteri magici e vampireschi. A causa dello choc subito nel rivedere i propri amati studenti, ormai creduti morti, Emma non è in grado di reagire prontamente all'attacco e solo l'intervento di X-Force e di Ciclope riesce a salvarla. Successivamente Emma dà ordine a Wolverine di uccidere Selene e tutta la sua Cerchia interna, compreso il suo amato ex studente Wither, che si è unito ai nemici spontaneamente.

### Nazione X
Emma decide di trasferire Sebastian Shaw, suo prigioniero segreto, dall'ex quartier generale degli X-men su Utopia e di affidarlo a Danger, la nuova carceriera del Carcere X, facendole prometterle di non dire a nessuno, nemmeno a Ciclope, che Shaw si trova lì. Dopo che su Utopia è stato sventato l'attacco dei Predatori X orchestrato del nuovo criminale Lobe, le Naiadi di Stepford svengono mentre i frammenti di Forza Fenice intrappolate finora nei loro cuori, abbandonano i loro corpi.
Le Naiadi costituivano il primo fronte telepatico degli X-men, perciò Ciclope stabilisce che è giunto il momento di rimuovere la scheggia di Void dalla testa di Emma per permetterle di accedere di nuovo alla telepatia. Il Professor Charles Xavier li aiuterà nell'operazione assieme a Psylocke, la quale avrà l'ordine di lobotomizzare Emma e Ciclope, nel caso l'operazione vada male. Il Professore spedisce quindi Ciclope all'interno della mente di Emma, un enorme spazio bianco abitato da sue varie ed adamantine versioni. Mentre Emma viene attaccata immediatamente da Void, Ciclope si ritrova a dover combattere le versioni alternative di Emma, che non sono altro che manifestazioni di Void stesso. Dopo aver scongiurato la minaccia, il corpo adamantino di Emma ritorna rapidamente di carne.
La minaccia sembra scongiurata ma, quando Emma si sveglia e Ciclope resta inconscio, tutti capiscono che Void deve essere appena fuggito nella mente del leader mutante. Dopo aver ordinato a Psylocke di uccidere entrambi se Ciclope dovesse svegliarsi prima di Emma, quest'ultima entra nella mente del compagno e combatte insieme a lui Void. Infine Ciclope rinchiude questo nella Scatola Nera che Jean gli aveva insegnato a manifestare nella sua mente. Quando i due si risvegliano, Bestia annuncia di voler lasciare gli X-men e si allontana dall'isola.
Nel frattempo Magneto ha deciso di riportare Kitty Pryde sulla Terra per dimostrare agli X-men che è degno della loro fiducia. Emma gli sarà di sostegno durante tutta l'operazione, fino al ritorno con successo di Shadowcat.

### Secondo avvento
Durante l'arco narrativo di Secondo Avvento Emma sarà il primo fronte telepatico degli X-men e fungerà da collegamento con tutte le altre squadre mutanti, oltre che essere di sostegno morale a Ciclope. Parteciperà all'ultima battaglia contro i Nimrod sul Golden Gate Bridge usando la sua forma adamantina. Dopo la morte di Bastion e la fine degli attacchi da parte di questo e delle Sentinelle, Emma partecipa ad un falò con gli studenti nella sua forma di diamante, in quanto essa la priva delle emozioni e lei "aveva bisogno di staccare". Durante il falò Emma ha una visione di Hope circondata dalla Forza Fenice e di quella che sembra essere Jean Grey. Correndo terrorizzata da Ciclope per avvertirlo dell'accaduto, questo le dirà che finalmente cinque nuovi mutanti sono stati individuati da Cerebra.

### Quarantena
Emma è uno dei protagonisti dell'arco narrativo "Quarantena". Emma è piuttosto irritata e nervosa per il fatto che Sebastian Shaw si trovi di nascosto nel Carcere X, su Utopia, all'insaputa della maggior parte dei mutanti; Emma teme soprattutto che Namor lo venga a sapere perché lei lo ha convinto di averlo eliminato; ci sarebbe perciò il pericolo che se il Re di Atlantide ne venisse a conoscenza, potrebbe attaccare gli X-men per vendetta e provare ad ucciderla per punirla di averlo ingannato. Così Emma decide, con l'aiuto di Fantomex, di rapire il prigioniero segreto per eliminarlo davvero, vista la sua indubbia pericolosità. Durante una seduta telepatica con Kitty Pryde, però, quest'ultima scopre il piano di Emma e decide di accompagnarla, minacciando che se non le fosse stato concesso di partecipare, ella avrebbe svelato il piano. Così la Regina Bianca acconsente e perciò Emma, Kitty e Fantomex rapiscono Shaw e partono con E.V.A. verso la Mongolia. Nel frattempo su Utopia il criminale Lobe sparge un virus che costringe gli X-men alla Quarantena.
Durante il viaggio verso la Mongolia, Fantomex decide di uccidere Shaw, facendolo precipitare da E.V.A. che vola a parecchie migliaia di chilometri di altezza, nonostante Emma cerchi di impedirlo, visti i poteri di cui il mutante è dotato. Infatti, non appena Shaw atterra dopo esser precipitato, rinviene incolume, ricaricato di nuova e potentissima energia cinetica. Con un balzo è in grado di raggiungere E.V.A. e di distruggerla, facendo così precipitare a terra i suoi occupanti. Emma resta del tutto incolume all'impatto, grazie alla sua forma di diamante, mentre Fantomex si ritrova con vari arti rotti, ma riesce a restare in vita grazie al proprio fattore rigenerante. Kitty invece, ancora intrappolata nella sua forma intangibile, scivola nel terreno. Shaw ingaggia un combattimento corpo a corpo con Emma, la quale non riesce a sconfiggerlo nella sua forma di diamante. Grazie però a Fantomex e a Kitty, che sono in grado di distrarre Shaw, Emma prova a combatterlo telepaticamente, ma i primi tentativi sono inutili, per paradosso a causa di ciò che Emma stessa gli insegnò, quando lei era stata sua amante, molti anni prima. Così la Regina Bianca decide di provare un'altra tattica ed intrappola Shaw in un'illusione, facendogli credere di averla uccisa, mentre invece è totalmente illesa. Così Emma si avvicina a Shaw e, invece di ucciderlo come progettato, gli cancella totalmente la memoria, dicendo semplicemente: "Tu vivi la tua vita, io vivo la mia" abbandonandolo così, senza ricordi, tra le steppe della Mongolia.

### Avengers vs. X-Men
Durante questo arco narrativo Iron Man colpisce con un raggio speciale la Forza Fenice per impedirle di raggiungere Hope Summers, il messia dei mutanti; di conseguenza questa potenza comica si scinde in cinque frammenti ed Emma è una di coloro che vengono scelti e di cui si impossessa la Fenice assieme a Ciclope, Colosso, Namor e Magik, diventando perciò una dei cosiddetti "Cinque della Fenice". I suoi poteri mentali aumentano a dismisura, lei stessa confida a Ciclope di riuscire a sentire ed a collegarsi a tutte le menti della Terra e grazie a questo potrebbe porre fine alla vita di ogni Vendicatore in qualsiasi momento. Si rifugerà perciò in uno dei deserti più inospitali e isolati al mondo pur di provare un po' di pace, ma ugualmente riuscirà sempre a sentire le menti anche lontane chilometri di distanza. Inoltre la potenza della sua forma adamantina cresce a dismisura, tanto da poter riuscire a sconfiggere Thor in duello, anche dopo essere stata ridotta in frammenti che sanno però ricomporsi tra di loro. Riceve inoltre le capacità di controllare e creare le fiamme della Fenice, di volare su queste ali di fiamma, nonché l'abilità di diventare incandescente.
Successivamente Ciclope ed Emma intuiscono che ogni volta che uno dei Cinque della Fenice viene sconfitto, la potenza del suo frammento viene suddivisa nei restanti membri del gruppo, perciò i due ne approfittano per aumentare sempre più i propri poteri; inebriata da una simile potenza Emma ormai perde il senno e costringe mentalmente i mutanti su Utopia ad adorarla come una dea; quando tra i Cinque, rimangono solo lui ed Emma, Ciclope l'attacca e la sconfigge, così da assorbire anche tutto il potere della sua ex amata. Quando anche Ciclope viene sconfitto e la Forza Fenice entra in Hope Summers, Emma viene arrestata e tenuta in prigione per un certo periodo, con i suoi poteri messi sotto controllo. Grazie ad un gruppo di Nuovi Vendicatori, Emma si salva da un attentato organizzato da fanatici anti mutanti. Poco dopo Emma viene liberata da Ciclope e Magneto, che le propongono di unirsi a loro e fondare una nuova scuola per mutanti ed un nuovo gruppo di eroi a difesa dei mutanti che stanno ritornando nel mondo, dopo la loro totale riduzione dovuta alla decimazione, grazie proprio alla Forza Fenice che viene ora usata da Hope Summers a questo scopo.
Emma è un po' riluttante ad accettare l'offerta ed è adirata con Scott per come è stata trattata. La loro relazione è ormai finita ed il loro rapporto non potrà mai più tornare come prima. Inoltre dopo l'esposizione alla Forza Fenice, i suoi poteri telepatici sono diventati molto labili. Alla fine comunque Emma accetta di unirsi a loro, perché non saprebbe né cosa fare, né dove andare, visto che ormai viene considerata una ricercata dalle forze dell'ordine, inoltre ha sempre amato fare l'insegnante per nuovi giovani mutanti.

### Original Sin
Emma viene contattata da Nick Fury per entrare a far parte della sua squadra per scoprire chi ha ucciso Uatu L'Osservatore, entità cosmica che ha osservato tutta la storia della terra, usando un proiettile radioattivo. Quindi, con Pantera Nera e Ant-Man II si dirigerà al centro della terra, dove troverà moltissimi mostri sotterranei uccisi anche loro da proiettili radioattivi. Si reca allora da Nick Fury per chiedere perché li avesse mandati lì, ma scopre che è stato ucciso da Bucky.
A questa scoperta i membri della squadra (composta dai suddetti Emma, Pantera Nera e Ant-Man, oltre che da Gamora, Moon Knight, Punitore Dottor Strange e lo stesso Bucky) cominceranno a combattere tra loro, poiché Gamora vuole uccidere subito Bucky, mentre gli altri, come Emma, vogliono lasciare che si spieghi.
Sulla scena giunge però il vero Fury, che spiega che è invecchiato e rivela che i mostri che hanno trovato li ha uccisi lui. Infatti, in tutti questi anni, ha difeso la terra da varie minacce, usando appunto i proiettili radioattivi, mentre i supereroi erano occupati. Ora, visto che sta invecchiando in fretta e sta per morire, vuole che un membro della squadra prenda il suo posto. Loro però lo attaccano, poiché sospettano che abbia ucciso Uatu. Lui allora gli scaglia contro degli L.M.D (androidi simili a umani, come quello che ha ucciso Bucky) con le sue sembianze.

## Poteri e abilità
Emma Frost è una mutante psionica dotata di un enorme potere telepatico, in un secondo momento ha sviluppato anche la capacità di trasformare la propria fisiologia in una sorta di diamante organico che le dona un'insolita forza fisica e resistenza a ferite e danni fisici che però al contempo ne inibisce i poteri mentali.

### Telepatia
Fin dalla prima apparizione, il suo principale potere mutante è stato la telepatia. Grazie a questa Emma Frost è in grado di leggere nel pensiero, immagazzinare grandi quantità di ricordi propri ed altrui, proiettare pensieri ed illusioni estremamente reali, percepibili da tutti e cinque i sensi della vittima, alterare percezioni e memorie, assoggettare completamente il prossimo, controllare gruppi di decine di persone alla volta, possedere mente e corpo altrui e trasmettere sensazioni empatiche, per sedare o far soffrire le proprie vittime.
Inoltre, una sua tipica caratteristica è quella di vantarsi di essere una raffinatissima "chirurga della psiche" nel senso che è in grado di intervenire chirurgicamente sulla mente in modo da avere un effetto anche sul fisico, attraverso il cervello ed il sistema nervoso, inducendo ad esempio la guarigione più veloce dalle ferite oppure la cecità, l'attivazione di ormoni, la stimolazione od il rallentamento del processo di crescita cellulare e quello di invecchiamento, il controllo degli organi interni e persino quello del flusso sanguigno. È anche in grado di colpire con la sola forza bruta del pensiero ed alcuni dei suoi colpi psichici sono in grado di azzerare i processi del cervello, riducendo i suoi avversari allo stato comatoso o persino alla morte; inoltre è capace di proiettarsi sul piano astrale, dove grazie alla sua maggiore esperienza ed alla sua raffinata abilità è in grado di tener testa o sconfiggere dei telepati dalle potenzialità che sulla carta potrebbero essere persino superiori alle sue. Anche se l'esatto livello delle sue abilità mentali varia a seconda degli scrittori che si avvicendano nel narrare le vicende degli X-Men, Emma è comunque considerata tra i cinque telepati più abili e potenti esistenti e la sua capacità telepatica giudicata di Livello Omega.
Recentemente i poteri telepatici di Emma Frost hanno subito una drastica riduzione, diventando labili ed instabili, costringendola quindi ad usare la telepatia efficacemente solo unendosi mentalmente a una o più, delle Naiadi di Stepford. Nei fumetti inizialmente era stato ipotizzato che questa riduzione delle sue capacità telepatiche fosse dovuta all'eccessiva esposizione alla Forza Fenice; in realtà è stato poi rivelato che i poteri di Emma (come anche di Ciclope, Magneto e Magick) sono stati alterati da Bestia Nera, che di nascosto ha iniettato dei naniti nel loro sangue.

### Forma adamantina
La sua fisiologia ha subito una mutazione secondaria avvenuta durante la distruzione di Genosha, mostrandola capace di convertire il suo intero corpo in diamante organico; ciò ha aumentato enormemente la sua resistenza alle ferite ed ai traumi, ed è una condizione che le permette anche di sviluppare notevolmente la sua forza fisica: ciò incrementa la sua efficacia nei combattimenti corpo a corpo nei quali era già molto portata (può sollevare fino a 2 tonnellate senza sforzo in questa maniera). Quando Emma si trova in questo stato, i suoi poteri telepatici risultano inattivi, ma in compenso la trasformazione la protegge dalle intrusioni degli altri telepati ed inoltre non necessita di cibarsi, bere o respirare; tuttavia tale condizione la porta anche verso uno stato mentale che le impedisce di provare emozioni umane, rendendola perciò fredda, estremamente logica e cinica. Come tutti i diamanti anche il suo corpo presenta un punto critico, situato sul suo viso e per la precisione sulla fronte, alla base del naso, che se colpito con materiali abbastanza duri (proiettili di diamante, adamantio o vibranio, ad esempio) la può ridurre in frammenti. Nella serie Astonishing X-Men, viene rivelato che la mutazione secondaria di Emma era stata in realtà indotta dai poteri di Cassandra Nova, al fine di farla sopravvivere al massacro di Genosha, per poi essere inserita come spia tra le file degli X-Men; un piano che però si è ritorto contro la stessa Nova, perché Emma nel frattempo è diventata un membro molto importante degli X-Men ed ha contribuito in maniera determinante ad imprigionare proprio la stessa Cassandra, nel corpo sintetico dell'alieno polimorfo Stuff. Non si sa se sia stata davvero Cassandra a farle sorgere questa mutazione secondaria in quanto Emma è stata per lungo tempo influenzata psichicamente dalla mummundrai e quindi non sappiamo se il ricordo di Cassandra che le fa sorgere la mutazione le è stato impiantato oppure è reale.
La forma adamantina di Emma è quasi indistruttibile, ed il suo livello di resistenza massima non è ancora stato registrato, fatto sta che ha mostrato di resistere ai colpi diretti di World War Hulk senza riportare alcun danno, è stata l'unica che è riuscita a sopravvivere all'attacco nucleare a Genosha, in cui perirono altri milioni di mutanti, ha resistito ai raggi ottici di Ciclope a piena potenza, senza subire lesioni, così come a quelli di Alfiere; anche Tempesta ha mostrato di non provocare danni ad Emma in alcun modo, pur usando venti forti quanto un uragano. In generale le uniche cose capaci di farle del male sono state una pallottola di diamante sul suo punto critico (anche se altre pallottole sul resto del corpo non potrebbero perforarla, in quanto quel punto è l'unico che può, con adeguate sollecitazioni, portare a una rottura, ma comunque è impossibile da individuare ad occhio nudo) ed un pugnale di vibranio capace di annullare i poteri mutanti. Il diamante che compone Emma è molto più denso di un diamante normale e la sua elasticità gli impedisce di frantumarsi, cosa che rende Emma uno dei personaggi maggiormente resistenti nell'universo Marvel, quasi invulnerabile ed impossibile da perforare senza mezzi specifici e calibrati sulla sua mutazione.

### Telecinesi
Anche se mai sviluppata completamente a livello di trama, è noto che Emma possieda una latente telecinesi, riscontrata in lei da Jean Grey quando per un breve periodo ne occupò mentalmente il corpo è stata in grado di volare e creare campi di forza telecinetici, utilizzando i poteri di Emma. Durante la saga di Onslaught, Emma mostrò difatti una debole telecinesi quando fece involontariamente levitare alcuni piccoli oggetti durante un incubo; lo stesso si ripeté quando Synch si sincronizzò con i suoi poteri.

### Poteri cosmici
Per ben due volte Emma Frost si è ritrovata ad ospitare l'entità Fenice nel corso delle vicende degli X-Men. Nella miniserie L'ultimo canto di Fenice Emma attrae e poi cerca brevemente di contenere questa potenza cosmica, così che non provochi danni, ma ad un certo punto è costretta a rilasciarla (anche per l'intervento improvviso di Quentin Quire) in quanto per lei è una potenza troppo soverchiante. Nell'arco narrativo Avengers VS X-Men è invece proprio la Fenice ridotta in frammenti a scegliere Emma come una sua ospite. In quest'ultimo caso alla donna vengono garantiti enormi poteri a livello cosmico, che le permettono di riplasmare la Terra a piacimento e di sconfiggere potentissimi supereroi del calibro di Thor.

### Talenti
Emma si è dimostrata inoltre abilissima nel creare macchinari elettronici che inibiscono, alterano o accentuano i poteri psichici, ed alcuni in grado di provocare illusioni tali da interessare tutti e cinque i sensi. In molte occasioni la sua intelligenza e le sue intuizioni, grazie a dei veri e propri colpi di genio, le hanno permesso di risolvere situazioni intricate e di sconfiggere avversari addirittura potenzialmente più potenti di lei.
Emma ha mostrato inoltre grandi capacità nel combattimento corpo a corpo, abilità che sono successivamente aumentate con il subentro della sua mutazione secondaria nella forma adamantina.

## Altre versioni

### Ultimate Marvel
Una versione alternativa di Emma Frost appare nell'universo Ultimate. È un'ex alunna e ragazza del professor Charles Xavier, oltre che direttrice dell'Accademia del domani e segretamente parte del Club Infernale, che sta cercando di separare la fenice da Jean. In questa versione, Emma è pacifista, non possiede capacità telepatiche ma ha sviluppato la mutazione adamantina dell'epidermide ed è solita indossare abiti più tradizionali rispetto alla sua controparte dell'universo principale. Da membra del Club Infernale, la si vede indossare il suo classico vestiario da Regina Bianca.
Durante gli eventi di Ultimatum viene uccisa da Magneto insieme a tutti i membri dell'Accademia del domani, con l'eccezione di Havok. L'Uomo Multiplo viene visto tenere il suo cadavere con rimorso.

### Era di Apocalisse
Nel futuro alternativo governato da Apocalisse, Emma non si è mai affiliata al Club infernale, ma anzi ha deciso di rimuovere la parte del proprio cervello che le garantiva la mutazione, allo scopo di ottenere un seggio al Grande Consiglio Umano.

### Giorni di un futuro passato
In questa realtà, dopo che la maggior parte dei mutanti furono sterminati o internati dalle Sentinelle, Emma decise di abbandonare il Club infernale e stabilirsi sulle coste dell'India, dove cominciò a vendere le proprie abilità telepatiche al miglior offerente. Contattata da Magneto e Jubilee, ristorò la mente di Wolverine, condizionato da Psylocke, Regina Rossa della sede londinese del Club. Unitasi agli X-Men, quando non prendeva parte attiva nelle missioni, si occupava di riabilitare la mente di Psylocke.

### House of M
Quando Scarlet operò il cambio di realtà che portò i mutanti a dominare il globo terrestre, Emma divenne una psicologa infantile. Sposata con Scott Summers, fu più tardi risvegliata dall'operato di Layla Miller. Assieme agli altri eroi si lanciò all'attacco del palazzo del trono di Magneto e, assieme al Dr. Strange schermò telepaticamente alcuni di essi, che in seguito riuscirono a ricordare il cambio di realtà.

### Ghost Boxes
Su Terra-889, versione steampunk alternativa del classico Universo Marvel, Emma guida la X-Society composta da Ciclope, Bestia e Logan. Chiamati in aiuto dalle autorità di Nuova Albione (antico nome della California) assistono le indagini riguardanti un omicidio perpetrato dal Soggetto X, mentre Emma considera l'idea di accettare la proposta di matrimonio di Scott a discapito della differenza di classi alle quali appartengono e tenendo anche conto dell'inevitabile scandalo che nascerebbe qualora dovesse compiere il grande passo. Rintracciato il Soggetto X poco prima che salga a bordo di un dirigibile, Logan viene inviato sul posto scatenando una rappresaglia del fuggiasco che provoca l'incendio del velivolo che si rivelerà poi essere l'Hindenburg. Accusata del disastro la X-Society viene posta sotto assedio dal governo, mentre Emma si trova a riconsiderare la proposta di Scott ed un eventuale trasferimento in Europa.

### Vecchio Logan
In una realtà dove i criminali Marvel hanno vinto la battaglia contro i supereroi e diviso l'America secondo i loro capricci, Emma Frost ha sposato il Dottor Destino in modo da assicurare la sopravvivenza della sua specie. Utilizzando Freccia Nera come arma, i due regnano sull'unico luogo in tutto il pianeta dove i mutanti possono vivere senza la paura di essere perseguitati. Quando Logan e Occhio di Falco entrano nel settore di loro competenza inseguiti da un T-Rex infettato da Venom, la donna invia Freccia Nera in loro soccorso. Emma utilizza la propria telepatia per dare l'illusione di essere ancora giovane.

### Noir
Nell'Universo Noir, ambientato negli anni trenta, Emma è il guardiano di Genosha, il mondo-prigione alternativo conosciuto meglio come Terra 616, un carcere in cui sono rinchiusi i più pericolosi sociopatici del mondo, imprigionati però senza processo. Emma, come richiamo ai suoi abiti osé dell'universo originale, indossa un Bondage, che usa per sedurre i detenuti.

## Altri media

### Televisione
Emma Frost è apparsa nella serie animata Insuperabili X-Men degli anni novanta durante la saga di Fenice Nera (doppiata in italiano da Elisabetta Spinelli, escluso il quarto episodio della serie dove ha la voce da Maria Grazia Errigo), nel pilot della serie (mai realizzata) L'audacia degli X-Men e nella serie animata Wolverine e gli X-Men (doppiata in originale da Tracey Moore e in italiano da Elda Olivieri). È, inoltre, uno dei personaggi del film TV Generation X interpretata dall'attrice Finola Hughes. La Regina Bianca è apparsa anche nella serie animata anime X-Men.

### Cinema

Emma Frost interpretata da January Jones in X-Men - L'inizio (2011)

- Originariamente Emma Frost avrebbe dovuto debuttare sul grande schermo in X-Men - Conflitto finale (2006), interpretata da Sigourney Weaver. Tuttavia Weaver abbandonò il progetto quando il regista Bryan Singer lasciò il film per dedicarsi a Superman Returns.[12]
- Una giovane mutante di nome Emma, col potere di mutare la pelle in diamanti, interpretata dall'attrice australiana Tahyna Tozzi, appare in X-Men le origini - Wolverine (2009). All'epoca dell'uscita del film, i fan specularono che si trattasse di Emma Frost, anche se nel film non viene mai chiamata col nome completo e non dimostra poteri telepatici. Nei titoli di coda è riferita come Kayla's sister/Emma, quindi nella Wikia ufficiale degli X-Men questo personaggio è identificato con il nome di "Emma Silverfox", dato che si tratta della sorella minore (a differenza dei fumetti in cui non c'è parentela fra le due) del primo amore di Wolverine, Kayla Silverfox.
- Nel film X-Men - L'inizio (2011) January Jones interpreta a tutti gli effetti Emma Frost, corrispondendone sia il nome che i poteri, che includono la pelle adamantina e i poteri telepatici. Ha un ruolo di antagonista secondaria essendo la più potente alleata di Sebastian Shaw, di cui è anche l'amante. Viene catturata e consegnata alla CIA da Charles Xavier ed Erik Lensherr, e liberata da quest'ultimo alla morte di Shaw. Si unisce perciò alla Confraternita di Erik quando questo sceglie di diventare Magneto.
- Nel sequel X-Men - Giorni di un futuro passato (2014), Erik nomina Emma Frost tra i mutanti deceduti, vittime degli esperimenti di Bolivar Trask.